# Île Ana
L’île Ana est un îlot de Nouvelle-Calédonie appartenant administrativement à Île des Pins.